# Master in Business Administration
Il Master in Business Administration (MBA) è un titolo di formazione manageriale, generalmente propedeutico all’assunzione di incarichi di vertice presso grandi organizzazioni private e pubbliche. Il percorso di studi si caratterizza per un'impostazione teorico-pratica, finalizzata ad acquisire competenze avanzate nel campo dell'economia, della leadership, dell'organizzazione e della direzione aziendale. Il titolo di studio è superiore al Bachelor of Business Administration, che garantisce una formazione economica-aziendale di livello universitario. Superiore al programma MBA è considerato solo il programma di Dottorato di ricerca in Management o il Doctorate of Business Administration, che consente una formazione avanzata attraverso lo sviluppo di attività di ricerca scientifica. 
Gli MBA hanno origine nel mondo anglosassone e sono tipicamente strutturati come veri e propri corsi di laurea magistrale (Master's degree) in Economia e Direzione Aziendale, ai quali si può accedere solo dopo aver conseguito la laurea di primo livello (Bachelor's degree) o titolo equivalente e l'esperienza lavorativa. L'iter di ammissione all'MBA comprende il superamento di rigorosi esami di ammissione che prevedono generalmente prove scritte, ad esempio il Graduate Management Admission Test, colloqui e valutazioni del curriculum accademico-professionale.
Tratto comune dei più importanti MBA è l'orientamento a candidati in possesso di un'apprezzabile esperienza di lavoro, il cui numero di anni varia a seconda delle regole di ammissione previste dalle singole business school, nonché la strutturazione come percorsi di facilitazione per lo sviluppo verticale di carriera, con particolare riferimento al passaggio da responsabilità di tipo funzionale a responsabilità di tipo gestionale.

## Le origini
L'MBA è il programma avanzato in Economia e Direzione aziendale con la più lunga tradizione.
Le prime Business School compaiono negli Stati Uniti già alla fine del diciannovesimo secolo (la Wharton School venne fondata nel 1881, la Tuck School of Business nel 1900 e la Harvard Business School nel 1908) come istituzioni universitarie specificamente dedicate alla formazione di classi dirigenti professionali nel campo della gestione delle aziende operanti nel campo dell’industria e della finanza.
La ragione storica di base fu l'affermarsi della grande impresa e delle public companies, nonché il forte sviluppo economico negli Stati Uniti all'inizio del XX secolo. Questi fenomeni economici e sociali produssero, infatti, una nuova domanda di manager professionisti, la cui competenza in materia di economia, gestione e organizzazione aziendale non fosse più frutto di processi di apprendimento essenzialmente pratico, bensì di studi specifici secondo una concezione scientifica della gestione dei sistemi complessi (management). Nell'affermazione di tale idea ebbe certamente un ruolo importante l'affermazione della teoria dello scientific management, elaborata da Frederick Taylor e ampiamente diffusasi nel circuito culturale, politico e imprenditoriale americano.
Nel 1908 fu così avviato il primo MBA ad Harvard, che ha costituito il prototipo fondamentale per tutti gli altri programmi analoghi sorti negli anni successivi nel resto del mondo. Tra gli anni Trenta e gli anni Sessanta, i programmi MBA hanno avuto un'importanza crescente nella formazione dei gruppi dirigenti di imprese e istituzioni. La diffusione fu certamente incoraggiata anche dalla crescita economica verificatasi in Europa e negli Stati Uniti negli anni della ricostruzione post bellica. Un’ulteriore spinta si è poi verificata con l’avvento del neoliberismo negli anni Ottanta, quando l'esigenza di una formazione mirata per professionisti orientati verso lo sviluppo di carriere manageriali ai più alti livelli ha raggiunto un prestigio ancora maggiore, destinato a segnare i decenni successivi.

## La formazione MBA
Un MBA offre una preparazione adeguata a fornire competenze avanzate e un approccio integrato dei profili di economia, organizzazione e gestione di ogni tipologia di azienda. La durata complessiva è generalmente biennale, pur potendo essere in alcuni casi concentrata in 18 mesi per i corsi full-time o ampliata fino a 28 mesi per i corsi part-time di tipo executive.
I programmi di studio degli MBA possono essere variamente modulati in base all'impostazione della business school presso la quale vengono organizzati. L'impostazione classica dei più importanti MBA prevede generalmente una distinzione del percorso di apprendimento in varie fasi, orientate a fornire conoscenze di base, avanzate e applicative in ordine all'economia e alla direzione aziendale:
- prima fase: dedicata all'approfondimento intensivo dell'economia aziendale e quindi dei fondamenti del diritto e dell'economia applicati al management;
- seconda fase: dedicata a fornire competenze avanzate nei più importanti ambiti del management (es. strategia e pianificazione strategica, organizzazione, controllo di gestione, analisi dei costi, decision making, valutazione degli investimenti, operazioni straordinarie, logistica), talvolta prevedendo anche la possibilità per gli allievi di scegliere corsi specialistici opzionali e altre attività formative caratterizzanti;
- terza fase: dedicata all'applicazione delle competenze acquisite alla gestione di aziende operanti in uno specifico settore industriale (es. finanza, utilities, assistenza sanitaria, farmaceutica, ICT, energia, trasporti), al fine di integrare la preparazione teorica con lo sviluppo di abilità tecnico-professionali relative agli ambiti operativi dei mercati di interesse specifico.

Soprattutto negli anni 2000, i programmi MBA sono stati spesso arricchiti con percorsi di etica e responsabilità sociale delle imprese, favorendo altresì un approccio sempre più interdisciplinare tra materie economiche, aziendali e giuridiche al fine di incentivare una visione più ampia dei fenomeni di decisione e gestione in rapporto a problematiche complesse di natura organizzativa e manageriale.
Nei più MBA, le competenze acquisite a livello teorico vengono integrate con attività professionalizzanti sia durante il corso, sia nella fase conclusiva:
- durante il corso: gli allievi sono tenuti a partecipare a seminari di taglio pratico, focalizzati sullo sviluppo della leadership e abilità di trattazione e gestione delle relazioni interpersonali, nonché ad altre attività focalizzate sullo sviluppo delle doti umane (soft skills) connesse ai ruoli manageriali;
- a conclusione del corso: gli allievi sono tenuti a svolgere esperienze di internship presso strutture dirigenziali di importanti organizzazioni[4], preordinate a consentire l'applicazione delle competenze teoriche a problemi pratici di gestione e organizzazione.

I programmi MBA si concludono per ogni allievo con la presentazione alla commissione che conferirà il titolo di un lavoro finale, consistente nell'elaborazione di una Tesi ovvero nello sviluppo di un progetto imprenditoriale o di ricerca.

## Esame di uscita
Molti programmi MBA culminano in un esame di uscita completo. L'esame standardizzato nazionale noto come Major Field Test for MBA (MFT-MBA) è stato somministrato nei programmi MBA di oltre 300 università statunitensi. L'MFT-MBA mira a valutare abilità, conoscenze e capacità di ragionamento nell'ambito del curriculum MBA standard. È amministrato da Educational Testing Service. Un'altra opzione importante per esami di uscita completi è l'esame completo per componenti professionali comuni per MBA (esame CPC COMP per MBA) di proprietà di Peregrine Academic Services. Molti programmi scelgono di amministrare il proprio esame interno piuttosto che un test standardizzato.